# Grieg Hall
Grieg Hall, Ґріґ Холл, Ґріґаллен (норв. Grieghallen)  — концертний зал на 1500 місць, розташований на площі Едварда Ґріґа в Бергені, Норвегія .

## Опис
Зал був названий на честь композитора Едварда Гріга, який народився в Бергені, працював музичним керівником Бергенської філармонії з 1880 по 1882 рік. Він служить домом для Бергенської філармонії. Будівля спроєктована в архітектурному стилі модерн датським архітектором Кнудом Мунком. Будівництво розпочалося в 1967 році і закінчилося до травня 1978 року.   

## Події
Щороку Ґріґаллен використовується для серії концертів, балету та оперних вистав. У закладі звучить симфонічна, хорова, джазова та поп-музика. Ґріґаллен - це також конференц-виставковий центр. У Grieg Hall проводяться  семінари та лекції, а також національні та міжнародні конгреси.
У 1986 році в ньому відбувся пісенний конкурс Євробачення. Він приймає учасників та гостей щорічних змагань чемпіонату Норвезького духового оркестру, які проводяться в середині зими. Студія звукозапису відома також серед спільноти блек-металу, оскільки там було записано кілька найпопулярніших норвезьких альбомів блек-металу, а звукорежисером був Ейрік Хундвін. 